# Kepler-56
Kepler-56 — звезда в созвездии Лебедя,находится на расстоянии около 2011 световых лет от Солнца. Вокруг звезды обращаются, как минимум, две планеты.

## Характеристики
Kepler-56 представляет собой оранжевый субгигант спектрального класса K, по размерам и массе превышающий Солнце. Впервые в астрономической литературе упоминается в каталоге 2MASS, опубликованном в 2003 году. Масса звезды равна 1,37 массы Солнца, а радиус — 3,14 солнечного. Температура поверхности звезды составляет приблизительно 4931 кельвинов.

## Планетная система
В планетарной системе Kepler-56 в 2012 году были открыты транзитным методом две планеты Kepler-56 b и Kepler-56 c, которые движутся по сильно наклонённым (83,84° и 84,02°) к экваториальной плоскости звезды орбитам (как и экзопланета WASP-17 b). Расстояние до материнской звезды — 0,1028 а. е. и 0,1652 а. е. соответственно. Радиусы газовых гигантов — 0,58 и 0,88 радиуса Юпитера, а масса — 0,07 и 0,569 массы Юпитера соответственно. Необычные орбиты внутренних планет учёные объясняют наличием гипотетической внешней планеты Kepler-56 d, вращающейся по вытянутой орбите.